# Eberhard Gottlieb Graff

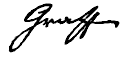
Signatur von Eberhard Gottlieb Graff (vor 1841)

Eberhard Gottlieb Graff (* 10. März 1780 in Elbing; † 18. Oktober 1841 in Berlin) war ein deutscher Sprachforscher.
Eberhard Gottlieb Graff studierte zu Königsberg, kam 1810 als Regierungs- und Schulrat nach Marienwerder, 1814 in gleicher Eigenschaft nach Arnsberg, dann nach Koblenz.
Seit 1820 aus seinem bisherigen Wirkungskreis geschieden, wurde er 1824 Professor der deutschen Sprache an der Universität in Königsberg und richtete nun seine Aufmerksamkeit vornehmlich auf die Erforschung der althochdeutschen Sprache und Literatur, in deren Interesse er 1825–1827 eine Reise durch Deutschland, Frankreich, die Schweiz und Italien machte. 1832 wurde er als Mitglied in die Preußische Akademie der Wissenschaften aufgenommen.
Sein Hauptwerk ist:
- Althochdeutscher  Sprachschatz oder Wörterbuch der althochdeutschen Sprache. (Berlin 1834–1842, 6 Bände), zu dem Hans Ferdinand Maßmann sein Gedrängtes althochdeutsches Wörterbuch oder alphabetischen Index zu dem althochdeutschen Sprachschatze von E. G. Graff (Berlin 1846) lieferte.[2][3]

Außerdem gab Graff heraus:
- Diutiska, Denkmäler deutscher Sprache und Literatur aus alten Handschriften (Stuttgart 1826–29)
- Otfrieds Evangelienharmonie (Königsberg 1831)
- Deutsche Interlinearversionen der Psalmen aus Handschriften des 12. und 13. Jahrhunderts (Quedlinburg 1838)